# 悉尼·巴特斯比
悉尼·巴特斯比（英語：Sydney Battersby，1887年11月18日—1974年9月3日），英国男子游泳运动员。他曾代表英国参加1908年和1912年夏季奥林匹克运动会游泳比赛，获得一枚银牌和一枚铜牌。